# Маргарет Пеггі Френкс
Маргарет 'Пеггі' Френкс (бл.1925 р.н) колишній гравець настільного тенісу з Англії.

## Кар'єра в настільному тенісі
З 1947 по 1952 рік вона виграла десять медалей в одиночному, парному та командному розрядах на Чемпіонаті світу з настільного тенісу.
Серед десяти медалей – три золоті; два в командних змаганнях з Англією на
Чемпіонат світу з настільного тенісу 1947 і Чемпіонат світу з настільного тенісу 1948 і один у жіночому парному розряді з Верою Томас у 1948 році.
Вона також виграла титул з настільного тенісу.

## Особисте життя
Вона вийшла заміж за гравця округу Кент і Ессекс Ронні Гука 12 січня 1950 року.